# Giovanni Micheletto
Giovanni Micheletto (Sacile, 22 de gener de 1889 - Sacile, 9 de setembre de 1958) va ser un ciclista italià que va córrer en els anys previs a la Primera Guerra Mundial.
D'origen noble era conegut com el Comte de Sacile o Nané. Aconseguí els seus èxits més importants abans de la Primera Guerra Mundial, ja que en acabar-se aquesta es dedicà al comerç del vi. Destaquen dues victòries d'etapa al Giro d'Itàlia de 1912, en què formà part de l'equip Atala, vencedor d'aquella edició. També guanyà una etapa al Tour de França de 1913, quan vestí el mallot de líder durant una jornada. Abans, el 1910, havia guanyat la segona edició de la Volta a Llombardia.

## Palmarès
- 1910
  - 1r de la Volta a Llombardia
  - 1r del Giro de Toscana
- 1911
  - 1r del Giro de Romanya
  - Vencedor d'una etapa de la Torí-Florència-Roma
- 1912
  - Vencedor de dues etapes al Giro d'Itàlia
- 1913
  - Vencedor d'una etapa del Tour de França

### Resultats al Giro d'Itàlia
- 1912. Vencedor del Giro d'aquest any formant part de l'equip Atala i vencedor de dues etapes. Aquest any la classificació es fa sols per equips.

### Resultats al Tour de França
- 1913. Abandona (3a etapa), vencedor d'una etapa i líder durant una etapa
- 1914. Abandona (1a etapa)